# Agonopsis sterletus
Agonopsis sterletus är en fiskart som först beskrevs av Gilbert, 1898.  Agonopsis sterletus ingår i släktet Agonopsis och familjen pansarsimpor. Inga underarter finns listade i Catalogue of Life.